# Cula Cartianu
Cula Cartianu din satul Cartiu, județul Gorj a fost construită în secolul al XVIII-lea  (ridicată în 1760 – după cum arată documentele vechii familii a Cartienilor) de ceaușul Enache Cartianu, un boier foarte bogat, care a deținut peste 400 de hectare de teren în satul Cartiu. Se află la 12 km de Târgu Jiu.
Deși inițial a avut forma clasică a unei cule, de-a lungul timpului clădirea a suferit mai multe intervenții, ajungând la forma unei case, stadiu în care se prezintă și astăzi. Clădirea are un parter și două etaje cu câte trei camere. Parterul ușor îngropat, este alcătuit din două beciuri boltite, cu intrări separate. Acestea sunt legate pe latura de est printr-o sală deschisă, având ca element de decor două arcade masive din zidărie de piatră și cărămidă.
Zidurile groase sunt construite din bolovani de râu și piatră până la înălțimea de 1,2 m, peste acest nivel zidăria fiind realizată din cărămidă. În exterior există pridvoare atașate pe toate laturile clădirii și două scări exterioare din lemn. Primul etaj are, în jurul nucleului de trei încăperi, un pridvor amplu, întrerupt pe latura de est. La etajul al doilea, împărțit în același fel ca și primul, pridvorul este delimitat numai de stâlpi de lemn. Aceste pridvoare care „îmbrățișează“ casa (așa-zisele „săli din lemn“) au fost adăugate în 1821 pe o structură inițială de tip culă.
Cula este înregistrată în Lista monumentelor istorice din județul Gorj sub denumirea de Casa Cartianu cu codul LMI  GJ-II-m-A-09264.
Cula Cartianu a fost restaurată începând cu anul 1997, iar în anul 2004 s-a încheiat restaurarea, care a încercat să redea clădirii o înfățișare cât mai originală. Din acel an, cula Cartianu găzduiește Muzeul de Etnografie și Artă Populară Gorjeană. Prin Hotărârea 959 din 15 iunie 2004, publicată în Monitorul Oficial 565 din 25 iunie 2004, s-a trecut imobilul, monument istoric "Casa Cartianu", din domeniul public al statului și din administrarea Oficiului Național al Monumentelor Istorice în domeniul public al judetului Gorj și în administrarea Consiliului Județean Gorj.
O machetă a Culei Cartianu este expusă în holul Universității de Arhitectură și Urbanism Ion Mincu din București, fiind considerată reprezentativă pentru arhitectura românească din secolul XVIII.